# Sings Lullabys for Lovers
| Recensione | Giudizio |
| ---------- | -------- |
| AllMusic   |          |

Sings Lullabys for Lovers è il secondo album della cantante jazz statunitense Chris Connor, pubblicato dalla Bethlehem Records nell'ottobre del 1954.

## Tracce

### LP (1954, Bethlehem Records, BCP 1002)
Lato A (BCP 1002-A)
1. Lush Life – 2:53 (Billy Strayhorn)
2. Out of This World – 2:55 (testo: Johnny Mercer – musica: Harold Arlen)
3. Cottage for Sale – 2:34 (testo: Larry Conley – musica: Willard Robison)
4. How Long Has This Been Going On? – 2:31 (testo: Ira Gershwin – musica: George Gershwin)

Durata totale: 10:53
Lato B (BCP 1002-B)
1. Goodbye – 2:32 (Gordon Jenkins)
2. Stella by Starlight – 2:28 (testo: Ned Washington – musica: Victor Young)
3. Gone with the Wind – 2:18 (testo: Herb Magidson – musica: Allie Wrubel)
4. He's Coming Home – 2:43 (Charles DeForest)

Durata totale: 10:01

## Musicisti
- Chris Connor – voce solista

### Gruppo
The Vinnie Burke Quartet
- Vinnie Burke – contrabbasso
- Joe Cinderella – chitarra
- Ronnie Odrich – flauto, clarinetto
- Don Burns – fisarmonica
- Art Mardigan – batteria

### Produzione
- Creed Taylor – produzione
- Registrazioni effettuate il 21 agosto 1954 a New York City, New York
- Burt Goldblatt – foto e design copertina album originale
- Robert Sylvester – note retrocopertina album originale[4]